# Millard Hampton
Millard Frank Hampton, Jr. (ur. 8 lipca 1956 we Fresno) – amerykański lekkoatleta sprinter, mistrz i wicemistrz olimpijski z Montrealu w 1976.
Jego ojciec, Millard Hampton senior, był również sprinterem, który w 1952 zajął 2. miejsce w biegu na 220 jardów w Mistrzostwach Kalifornii szkół średnich. Hampton, który ukończył szkołę średnią w San Jose w Kalifornii, poprawił wynik ojca zwyciężając na tym dystansie w 1974.
Jako student San Jose City College zdobył w 1976 mistrzostwo Stanów Zjednoczonych (AAU) w biegu na 200 metrów i zwyciężył na tym dystansie w amerykańskich eliminacjach przedolimpijskich, ustanawiając swój rekord życiowy 20,10 s.
Na igrzyskach olimpijskich w 1976 w Montrealu zdobył srebrny medal w biegu na 200 metrów, przegrywając jedynie z Jamajczykiem Donem Quarrie. Był to jedna z dwóch indywidualnych porażek Hamptona w sezonie 1976. W sztafecie 4 × 100 metrów biegł na 3. zmianie. Wraz z kolegami (Harvey Glance, John Wesley Jones i Steven Riddick) zdobył w tej konkurencji złoty medal olimpijski osiągając w finale czas 38,33 s.
Kontynuował karierę sportową do 1980.

## Rekordy życiowe
- bieg na 100 metrów – 10,33 s (1977)
- bieg na 200 metrów – 20,10 s (1976)